# Violência intragênero
A violência intragênero é um tipo de violência física, psicológica ou sexual cometida por uma pessoa contra seu parceiro do mesmo sexo, impactando negativamente em sua identidade e bem-estar social, físico, psicológico ou econômico.
A origem da violência intra-gênero reside em dinâmicas de poder na relação, buscando a dominação, o controle ou a humilhação da outra pessoa. Além disso, essas dinâmicas podem ser influenciadas pelo mito do amor romântico, ciúmes, medo de ser tirado do armário, homofobia internalizada ou serofobia.